# 西奥多·沙姆普弗鲁格
西奥多·沙姆弗勒格（Theodor Scheimpflug，1865年10月7日—1911年8月22日）是一位奥地利陆军上尉，他详细阐述了一套用于校正航空照片透视畸变的系统方法和装置，现被称为沙姆弗鲁格原则。然而，他否认自己发明了该原理，并引用了早期法国摄影工程师朱尔斯·卡彭蒂尔的一项英国专利。

## 生平
- 1865 年 10 月 7 日出生于维也纳
- 1897年 ：就读维也纳大学
- 1902年：开始摄影工作
- 1911 年 8 月 22 日逝世于默德灵

## 成就
- 他最为著名的贡献是阐述了沙姆弗勒原理（英语：Scheimpflug principle），该原理与取景相机中临界焦点的区域有关，尽管他并不是第一个描述该原理的人，也从未声称自己是第一个描述该原理的人。[1]
- 他还参与航空摄影，并在该领域拥有多项专利。